# Beritta Gurrisgatan

Beritta Gurrisgatan är en gata som sträcker sig från Ribersborgsvägen till Marietorps allé inom området Fridhem i Malmö.
Beritta Gurris, egentligen Birgitte Bartholomeidotter, begravd 1646 i Malmö Sankt Petri församling, var änka efter köp- och rådmannen Gurris Boldicke och övertog handelsrörelsen efter dennes frånfälle 1596. Hon grundade 1601, tillsammans med andra, Islands-Compagniet som bedrev handel med Island. Hon ägde Beritta Gurrislyckan vid Fridhem, vilken hon torde ha donerat till Malmö hospital. År 1912 namngavs Beritta Gurrisgatan, belägen vid nämnda lycka.